# Uwe Kils
Uwe Kils (født 10. juli 1951*) er en tysk marinbiolog med speciale i planktologi. Han har fået Habilitation og venia legendi i hav- og fiskeribiologi fra Universitetet i Kiel.
Født i Flensborg* i Slesvig-Holsten i Tyskland. Han studerede informatik og fotografi under Gotthilf Hempel´s ledelse på institutet for oceanografi ved universitetet i Kiel. For hans Ph.D.-arbejde om metabolismen og adfærden for antarktisk krill (antarktisk lyskrebs), som han deltog til en ekspedition til Antarktis med, vandt han Heinz Maier-Leibnitz Prize i 1979. Dette ledte også til udviklingen af forskellige instrumenter til in situ observation af den undersøiske fauna til forskningsbrug, herunder ecoSCOPE designet af ham. I forbindelse med senere arbejde i Kiel, med at studere forholdet mellem rovdyrs bytte i form af juvenile sild og plankton, blev et flydende laboratorium kaldet ATOLL udviklet og isat i fjorden ved Kiel. Dette arbejde førte til opdagelsen af alvorlige tilfælde af iltsvind og til at Uwe Kils involverede sig i initiativet om at genetablere bestanden af sild som en del af projektet "Saubere Ostsee" (ren Østersø). Hans arbejde blev hædret af "Heisenberg Felleowship" og med en biovidenskabelig pris fra VOLKSWAGEN FOUNDATION. Han er desuden stifter og præsident for det private KINDER UNIVERSITAET (Webside ikke længere tilgængelig)and UHSE ELITE UNIVERSITY Arkiveret 9. oktober 2016 hos  Wayback Machine.
Sidenhen blev Kils inviteret til Institute for Marine and Coastal Sciences på Rutgers University, hvor han blev udnævnt til fastansat professor i 1994. Her medvirkede han til at oprette et virtuelt institut for havforskning  på Tuckerton  med online undervandskameraer via fiberoptiske kabler  Han programmerede det virtuelle mikroskop og udviklede et in situ mikroskop. Han arbejdede med glasål (glasseels) og skabte webserveren  eelBASE 
Uwe Kils lod sig i 2005* pensionere fra Rutgers University og bor nu i New York hvor han maler akvareller og fotograferer. Han arbejder også stadig aktivt med at lave online kurser i oceanografi og marinbiologi på projekter som Wikiversity.

## Udgivelser
- ↑ Kils, U.: "Swimming Behavior, Swimming Performance, and Energy Balance of Antarctic krill Euphausia superba Arkiveret 2. juni 2020 hos  Wayback Machine, translation of Ph.D. thesis Arkiveret 16. juni 2005 hos  Wayback Machine in German from 1979, College Station, Texas; 1981. Available free via Wikisource
- ↑ List of winners of the Heinz Maier-Leibnitz Prize 1978 – 2003 Arkiveret 17. december 2008 hos  Wayback Machine, from the Deutsche Forschungsgemeinschaft (DFG) Arkiveret 18. august 2008 hos  Wayback Machine ("German Research Society").
- ↑ Kils, U.: The ecoSCOPE and dynIMAGE: microscale tools for in situ studies of predator-prey interactions. Arkiveret 21. februar 2008 hos  Wayback Machine Arch Hydrobiol Beih 36: 83-96.
- ↑ Kils, U.: The ATOLL Laboratory and other Instruments Developed at Kiel; U.S. GLOBEC NEWS Technology Forum Number 8: 6-9.
- ↑ Mentioned at [7].
- KILS, U., KLAGES, N. (1979) Der Krill Arkiveret 21. november 2008 hos  Wayback Machine. Naturwissenschaftliche Rundschau 10, 397 – 402
- Kils, U. 1987) Verhaltensphysiologische Untersuchungen an pelagischen Schwärmen – Schwarmbildung als Strategie zur Orientierung in Umwelt-Gradienten. Bedeutung der Schwarmbildung in der Aquakultur (Habilitation), Universität Kiel, Ber Inst Meereskunde, Kiel 163: 1 – 168
- Kils, U. (1983) Swimming and feeding of Antarctic Krill, Euphausia superba – some outstanding energetics and dynamics – some unique morphological details Arkiveret 10. maj 2008 hos  Wayback Machine. In: Berichte zur Polarforschung, Alfred-Wegener-Institut fuer Polarforschung, Sonderheft 4 (1983). On the biology of Krill Euphausia superba, Proceedings of the Seminar and Report of Krill Ecology Group, ed. S. B. Schnack, 130 – 155
- Kils, U., Marschall, P. (1995) Der Krill, wie er schwimmt und frisst – neue Einsichten mit neuen Methoden. Arkiveret 21. november 2008 hos  Wayback Machine (The Antarctic krill – feeding and swimming performances – new insights with new methods). In: Hempel, I., Hempel, G., Biologie der Polarmeere – Erlebnisse und Ergebnisse. Gustav Fischer Jena – Stuttgart – New York, 201 – 207
- Kils, U., (2000) IMAGES: Krill Stuff. ed. Kayser j., Science 290 (5496):  Net watch online publication ecoSCOPE.com Arkiveret 21. september 2008 hos  Wayback Machine – enhanced IT tools and translation of Kils, U., Marschall, P. 1995
- Kils, U., (2006) So frisst der Krill How krill feeds. In: Hempel, G., Hempel, I., Schiel, S., Faszination Meeresforschung, Ein oekologisches Lesebuch. Hauschild Bremen, 112 – 115